# 白喉冠鹎
白喉冠鹎（学名：Alophoixus pallidus）为鹎科冠鹎属的鸟类。分布于中南半岛以及中国大陆的云南、贵州、广西、海南等地，常见于海拔1500米以下的山坡、山谷、溪畔的开阔次生阔叶林、季雨林、雨林或平坝散生树丛中。该物种的模式产地在海南岛。

## 亚种
- 白喉冠鹎西南亚种（学名：Alophoixus pallidus henrici）。分布于缅甸、老挝、泰国、越南以及中国大陆的云南、贵州、广西等地。该物种的模式产地在云南和越南北部。[2]
- 白喉冠鹎指名亚种（学名：Alophoixus pallidus pallidus），是中国的特有物种。分布于海南等地。该物种的模式产地在海南岛。[3]